# Phebalium tuberculosum
Phebalium tuberculosum är en vinruteväxtart som först beskrevs av Ferdinand von Mueller, och fick sitt nu gällande namn av George Bentham. Phebalium tuberculosum ingår i släktet Phebalium och familjen vinruteväxter. Inga underarter finns listade i Catalogue of Life.